# ステンキル (スウェーデン王)
ステンキル（スウェーデン語：Stenkil, 古ノルド語： Steinkell, ? - 1066年）は、スウェーデン王（在位：1060年 - 1066年）。ステンキル家最初の王。

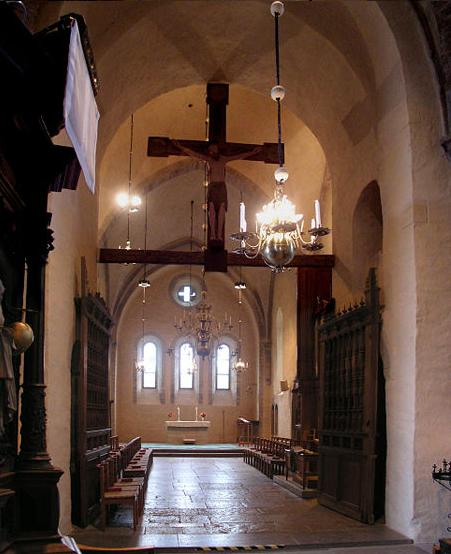
ヴレンタ修道院のステンキル王朝によって作成された窓。

## 生涯
ユトランドの貴族出身。エームンドの娘エンカリムと結婚した。1060年にエームンドが嫡男を残さず死ぬと、ステンキルが王位を継いだ。その治世はノルウェー王ハーラル3世と争いつつ、国内のキリスト教化を図った。ステンキルの子孫が半世紀ほどスウェーデン王位を継いだ。エームンドの後継者、敬虔なクリスチャンとして称賛され、また古い異教の宗教に対する寛容な姿勢を持っていたが、短い治世の間にノルウェーとは武力紛争があった。